# Děd (kopec)
Děd je kopec na severozápadě města Beroun ve Středočeském kraji, mezi městem Beroun a vesnicí Zdejcina, místní částí Berouna.
Jde o táhlý hřeben, který se táhne od východu k západu. Ve východní části kopce, kousek pod hřebenem a také nedaleko nad městem, ve výšce 340 m n. m., se nachází kaple sv. Panny Marie z 18. století. V její blízkosti je studánka s prý léčivou vodou. Ke kapličce vedla kdysi křížová cesta, která dnes již neexistuje. Nad kapličkou, kde začíná hřeben, ve výšce cca 400 m n. m. a 180 m nad náměstím Berouna, je malá část hřebenu holá, bezlesá, porostlá trávou. Zde jsou dnes postaveny vysílače – televizní vykrývač a vysílače mobilních operátorů. Z tohoto místa je krásný výhled na Beroun a okolí. Jinak je skoro celý hřeben kopce porostlý smíšeným lesem. Po hřebenu vede pohodlná turistická cesta lesem. Cesta je bez větších stoupání či klesání. V nejvyšším místě, na mírné vyvýšenině ve výšce 492 m n. m. (dříve se uvádělo 472 m n. m.) stojí rozhledna.

## Rozhledna
Rozhledna Děd je postavená z kamene a je vysoká 12 m. Byla vybudována koncem 19. století a je celoročně přístupná zdarma. Dnes je do značné míry zastíněna vzrostlými stromy a tak je výhled značně omezen. Dříve, když byly stromy menší, z ní prý bylo vidět třeba i horu Říp a za výjimečné viditelnosti dokonce prý i Alpy. Přístup k rozhledně je, kromě zmíněné cesty po hřebenu od Berouna, také z městské části Beroun-Zdejcina a od obce Zahořany. Pod jižní stranou kopce je město Beroun, jehož dominantu Děd tvoří. Na opačné straně Dědu, tedy pod severním svahem je Talichovo údolí – kde žil světoznámý dirigent Václav Talich. Z druhé strany tohoto malebného údolí je asi o 100 m nižší vrch Ostrý.